# After We Collided
After We Collided är en amerikansk romantisk dramafilm från 2020 i regi av Roger Kumble och med manus skrivet av Anna Todd och Mario Celaya. Denna film är en uppföljare till filmen After som hade premiär våren 2019 och är baserad på den andra boken med samma namn i Todds Afterserie från 2014. I filmen syns Josephine Langford och Hero Fiennes Tiffin återigen i huvudrollerna som Tessa Young och Hardin Scott, och i de övriga rollerna märks Dylan Sprouse, Shane Paul McGhie, Candice King, Khadijha Red Thunder, Inanna Sarkis, Samuel Larsen och Selma Blair. 
After We Collided hade premiär den 2 september (i Europa) och den 23 oktober (i USA) 2020, medan den svenska premiären ägde rum den 9 september. I september 2021 släpptes uppföljaren After We Fell.

## Handling
Hardin Scott (Hero Fiennes Tiffin) och Tessa Young (Josephine Langford) går igenom efterdyningarna av sitt uppbrott. Medan Hardin faller in i dåliga vanor är Tessa fylld av nytt självförtroende och landar sina drömmars praktikplats på förlaget Vance. 
På sin nya arbetsplats uppmärksammar hon sin stiliga nya medarbetare Trevor (Dylan Sprouse), som är exakt den typ av kille som hon borde vara med. Han är smart, rolig, stilig och ansvarsfull, men Tessa kan inte få Hardin ur huvudet.

## Rollista
- Josephine Langford – Tessa Young
- Hero Fiennes Tiffin – Hardin Scott
- Louise Lombard – Trish Daniels
- Dylan Sprouse – Trevor Matthews
- Candice King – Kimberly
- Charlie Weber – Christian Vance
- Max Ragone – Smith Vance
- Selma Blair – Carol Young
- Inanna Sarkis – Molly Samuels
- Shane Paul McGhie – Landon Gibson
- Khadijha Red Thunder — Steph Jones
- Pia Mia – Tristan
- Samuel Larsen – Zed Evans
- Dylan Arnold — Noah Porter
- Karimah Westbrook – Karen Scott
- Rob Estes — Ken Scott